# Oliver Zelenika
Oliver Zelenika (ur. 14 maja 1993 w Zagrzebiu) – chorwacki piłkarz występujący na pozycji bramkarza. Młodzieżowy reprezentant kraju. Znalazł się w kadrze Chorwacji na Mistrzostwa Świata 2014.